# On i ona
On i ona – polski program rozrywkowy emitowany w Telewizji Polsat od 21 marca do 6 czerwca 2010 roku o godz. 16:45. Program prowadzili Agata Młynarska i Krzysztof Ibisz.
Zdjęcia do programu były realizowane w nowym studiu ATM Grupy pod Wrocławiem.

## Zasady programu
W każdym odcinku występowały trzy znane pary. Każda z nich była poddawana testowi polegającemu na tym, że kiedy jedna osoba odpowiada na osobiste pytania, druga przebywa w tym czasie w dźwiękoszczelnym pomieszczeniu. Następnie druga osoba dopowiadała na te same pytania. Jeśli udzieliła identycznej odpowiedzi - duet otrzymywał punkty.

## Spis odcinków programu
| Data emisji odcinka | Numer odcinka | Para numer 1                                | Para numer 2                                            | Para numer 3                                  |
| ------------------- | ------------- | ------------------------------------------- | ------------------------------------------------------- | --------------------------------------------- |
| 21 marca 2010       | 1             | Piotr Kupicha i Agata Kupicha               | Piotr Skarga i Beata Aponowicz-Skarga                   | Grażyna Wolszczak i Cezary Harasimowicz       |
| 28 marca 2010       | 2             | Łukasz Golec i Edyta Golec                  | Iwona Pavlović i Wojciech Oświęcimski                   | Mateusz Borek i Joanna Chętnik-Borek          |
| 4 kwietnia 2010     | 3             | Joanna Senyszyn i Bolesław Senyszyn         | Katarzyna Cichopek i Marcin Hakiel                      | Dariusz Michalczewski i Barbara Michalczewska |
| 25 kwietnia 2010    | 4             | Piotr Rubik i Agata Rubik                   | Jan Nowicki i Małgorzata Potocka                        | Olga Borys i Wojciech Majchrzak               |
| 2 maja 2010         | 5             | Krzysztof Cugowski i Joanna Cugowska        | Krzysztof Włodarczyk i Małgorzata Babilońska–Włodarczyk | Jacek Rozenek i Małgorzata Rozenek            |
| 9 maja 2010         | 6             | Maciej Maleńczuk i Ewa Maleńczuk            | Wasyl Szmidt i Maria Szmidt                             | Bronisław Cieślak i Anna Cieślak              |
| 16 maja 2010        | 7             | Norbert Dudziuk i Marlena Jagłowska-Dudziuk | Dariusz Gnatowski i Anna Gnatowska                      | Paweł Orleański i Joanna Orleańska            |
| 23 maja 2010        | 8             | Michał Wiśniewski i Anna Wiśniewska         | Mariusz Kiljan i Agata Stacherzak-Kiljan                | Monika Mrozowska i Maciej Szaciłło            |
| 30 maja 2010        | 9             | Agnieszka Szulim-Badziak i Adam Badziak     | Andrzej Supron i Edyta Supron                           | Alicja Węgorzewska-Whiskerd i Piter Whiskerd  |
| 6 czerwca 2010      | 10            | Robert Gonera i Karolina Wolska-Gonera      | Irena Jarocka i Michał Sobolewski                       | Michał Chorosiński i Dominika Figurska        |